# Juventude de Esquerda (China)
Juventude de Esquerda é uma comunidade jovem chinesa conhecida pelos protestos pelos direitos dos trabalhadores em Shenzhen Jasic em 2018.
Os jovens de esquerda da China são principalmente jovens estudantes universitários nascidos na década de 1990 e constituem uma minoria muito pequena entre os estudantes universitários chineses. Esses alunos geralmente são organizados em nome de clubes de leitura e sociedades estudantis, encontrados nas principais universidades, com diferentes tamanhos e nomes. O que estas organizações estudantis têm em comum é que se opõem ao marxismo como ideologia oficial da China e defendem a “revolução rebelde” do marxismo.
Uma figura chave da comunidade é Yue Xin.